# Geografia Gibraltaru

Gibraltar na mapie świata

Mapa Gibraltaru

Gibraltar jest jednym z najmniejszych terytoriów zależnych na świecie. Jest posiadłością brytyjską kierowaną przez gubernatora mianowanego przez monarchę brytyjskiego. To niewielkie terytorium leży na południowym krańcu Półwyspu Iberyjskiego. Ze względu na wielkość powierzchni, Gibraltar jest w znacznym stopniu zurbanizowany.

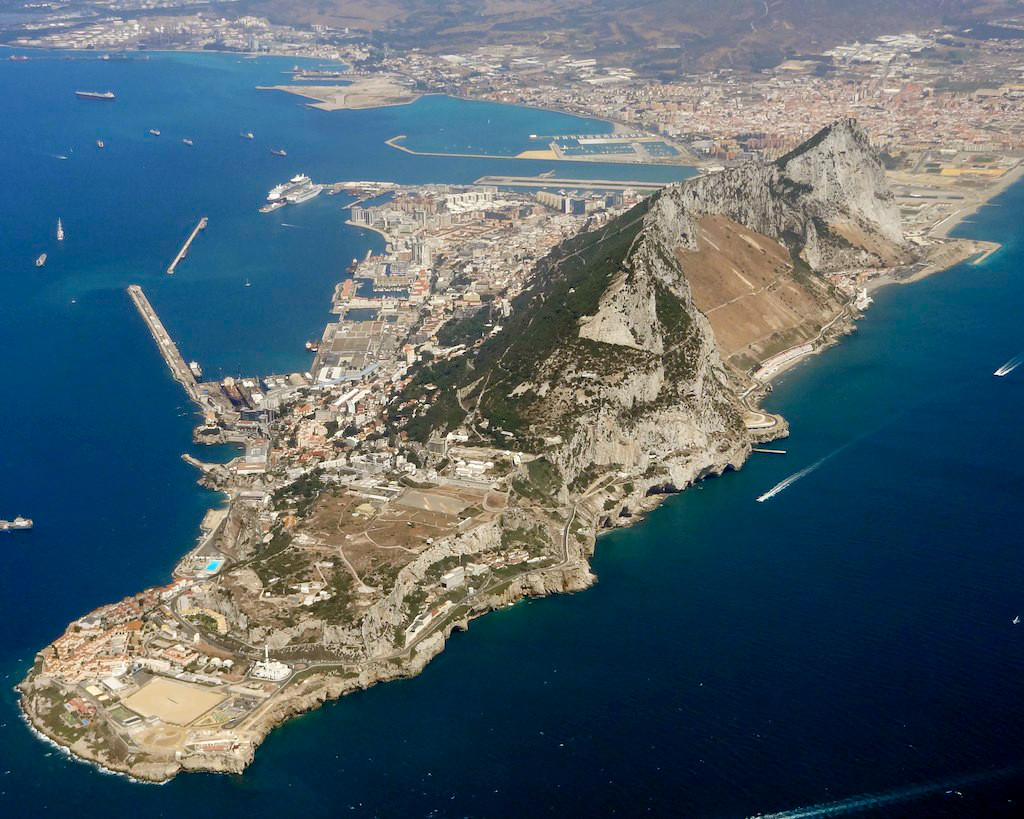
Panorama Gibraltaru

## Powierzchnia, położenie i granice
Gibraltar zajmuje powierzchnię 6,55 km². Lądowa granica z Hiszpanią ma długość 1,2 km, a miasto La Línea de la Concepción graniczy z terytorium po hiszpańskiej stronie. Linia brzegowa wynosi 12 km. Po wschodniej stronie Gibraltaru (East Side) leżą zatoki Sandy Bay oraz Catalan Bay, a zachodnia część (West Side) jest zamieszkana przez większość populacji miasta. Gibraltar nie posiada podziału administracyjnego, ale jest podzielony na siedem głównych obszarów mieszkalnych.

## Ukształtowanie terenu i geologia
Gibraltar ciągnie się na długości 4,8 km i szerokości 1 km, większość jego powierzchni zajmuje monolityczny cypel – Skała Gibraltarska, która wznosi się na wysokość 427 m n.p.m. Skała Gibraltarska jest formacją zbudowaną z wapieni pochodzących z jury, gdzie miejscami występują także dolomity. W wyniku działań erozji wodnej (deszcze i falowanie) bryła skały uległa znacznemu skrasowieniu. Z tego względu wewnątrz Skały Gibraltarskiej występuje duża liczba jaskiń i tuneli krasowych, jaskiń jest łącznie około 150, jednakże naturalnych formacji – 78, resztę stanowią sztuczne tunele. Słynną jaskinią Gibraltaru jest Jaskinia św. Michała stanowiąca ważną atrakcję turystyczną kraju.
Skała Gibraltarska pod względem rzeźby zaliczana jest do formacji górzystej – masyw, choć jej wysokość jest niższa niż 500 m. Zbocza skały są bardzo strome, w niektórych miejscach ściany są pionowe. Obszary nizinne zajmują niewielki procent powierzchni terytorium, skupiając się głównie w strefie wybrzeża. Skała Gibraltarska jest połączona nisko położonym, piaszczystym przesmykiem z Półwyspem Iberyjskim. Wysokość tego połączenia wynosi około 3 m n.p.m.
Linia brzegowa jest w znacznym stopniu przeobrażona. Po zachodniej stronie Gibraltaru znajduje się port morski oraz lotnisko, którego część została usypana na wodach zatoki. Wybrzeże w większości jest skaliste, ale w wielu miejscach występują niewielkie plaże. Wybrzeże na prawie całej swej długości jest wykorzystywane przez człowieka.

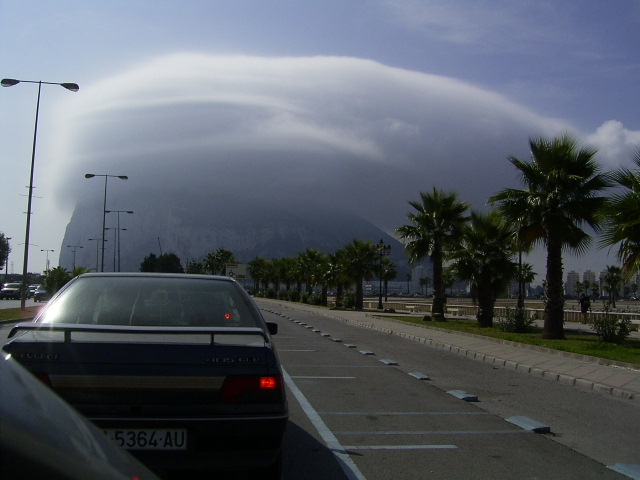
Skała Gibraltarska w chmurach

## Klimat
Gibraltar jest położony w strefie klimatu podzwrotnikowego przejściowego o łagodnej, śródziemnomorskiej odmianie. Klimat Gibraltaru charakteryzuje się łagodnymi zimami i ciepłymi, czasami upalnymi latami. Gibraltar w porze letniej znajduje się najczęściej pod wpływem Wyżu Azorskiego, zaś zimą dostaje się pod wpływ powietrza polarnomorskiego.
Temperatury zimą są bardzo łagodne i wynoszą od 10 °C do 16 °C, czasami wzrastają do 18 °C. Styczeń jest najzimniejszym miesiącem. Latem jest ciepło, występują też upały związane z napływem suchych zwrotnikowych mas powietrza. Średnie wartości wynoszą od 21 °C do 29 °C. Najcieplejszy miesiąc to sierpień. Mrozy należą do rzadkości.
Opady są kształtowane przez ruchy mas powietrza, największe występują w półroczu zimowym, najmniej opadów notuje się latem. Okres od czerwca do końca sierpnia jest zazwyczaj bezdeszczowy. Dni deszczowych jest średnio 80 w ciągu roku. Wilgotność powietrza waha się od 66% w lipcu do 77% w listopadzie. Latem przeważają wiatry wschodnie, zimą natomiast zachodnie i północno-zachodnie.
| Miesiąc                              | Sty | Lut | Mar | Kwi | Maj | Cze | Lip | Sie | Wrz | Paź | Lis | Gru | Roczna |
| ------------------------------------ | --- | --- | --- | --- | --- | --- | --- | --- | --- | --- | --- | --- | ------ |
| Rekordy maksymalnej temperatury [°C] | 23  | 24  | 27  | 28  | 31  | 33  | 38  | 37  | 33  | 33  | 29  | 24  | 30     |
| Średnie temperatury w dzień [°C]     | 16  | 17  | 18  | 20  | 23  | 25  | 28  | 29  | 26  | 23  | 19  | 17  | 21,8   |
| Średnie dobowe temperatury [°C]      | 13  | 14  | 15  | 17  | 19  | 22  | 24  | 25  | 23  | 20  | 17  | 14  | 18,6   |
| Średnie temperatury w nocy [°C]      | 10  | 11  | 12  | 13  | 15  | 18  | 20  | 21  | 19  | 17  | 14  | 11  | 15,1   |
| Rekordy minimalnej temperatury [°C]  | 3   | 1   | 3   | 7   | 8   | 14  | 14  | 14  | 14  | 10  | 8   | 2   | 8      |
| Opady [mm]                           | 152 | 98  | 106 | 59  | 25  | 4   | 1   | 3   | 23  | 55  | 114 | 127 | 767    |
| Średnie usłonecznienie [h]           | 186 | 196 | 217 | 240 | 310 | 330 | 341 | 341 | 270 | 217 | 180 | 186 | 3014   |
| Źródło: BBC Weather                  |     |     |     |     |     |     |     |     |     |     |     |     |        |

## Wody
Gibraltar jest pozbawiony wód powierzchniowych, jedynie w krasowych jaskiniach i szczelinach znajdują się wody podziemne. Woda w Gibraltarze jest pozyskiwana z opadów deszczu i gromadzona w potężnych wykutych w skałach zbiornikach. Część wody pozyskuje się z odsalania wód morskich.

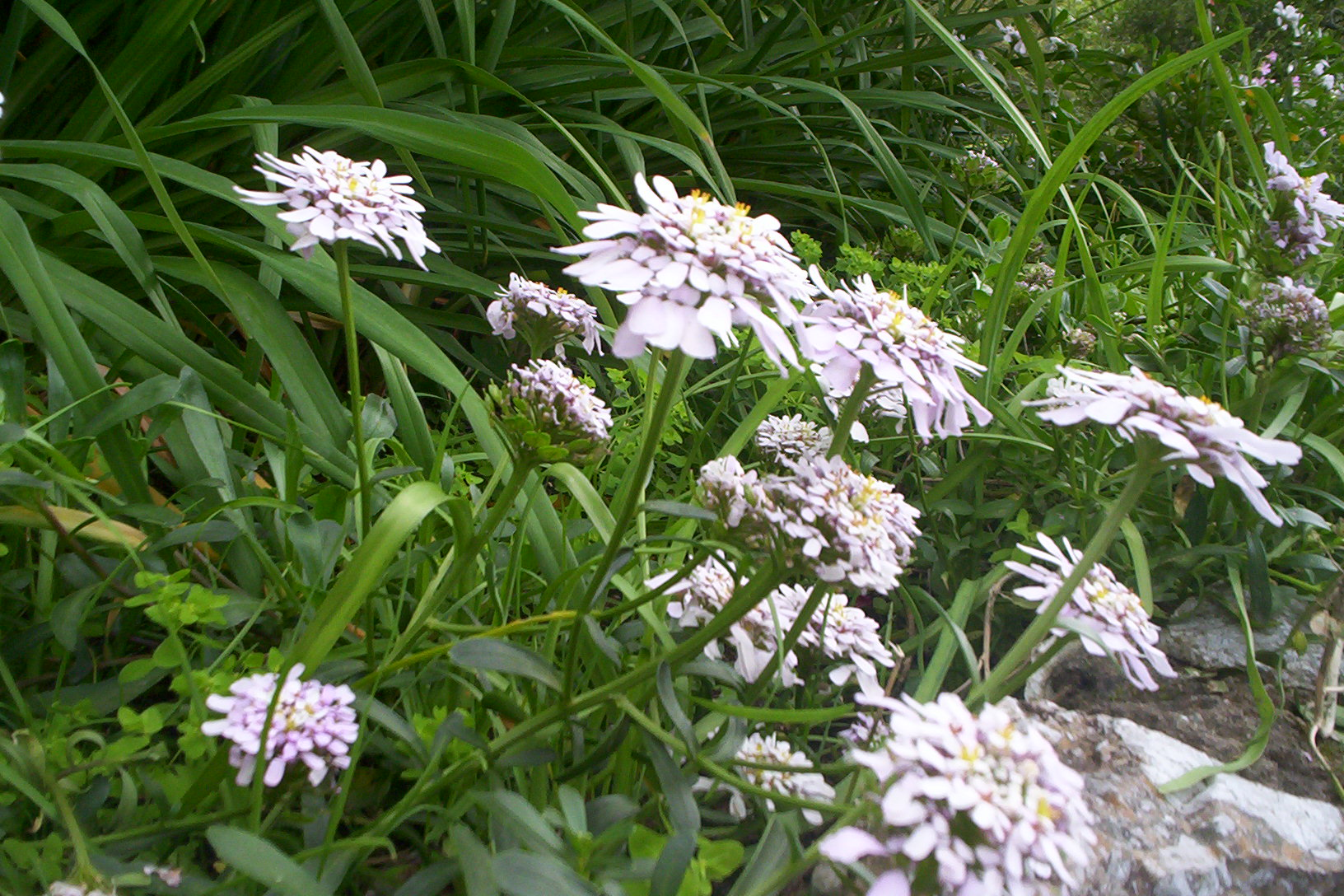
Ubiorek gibraltarski w ogrodzie botanicznym La Alameda

## Przyroda
Szata typowa dla obszarów śródziemnomorskich. Lasy stanowią niewielką część Gibraltaru, porastają jedynie obszar Skały Gibraltarskiej. Są to formacje sosnowe, miejscami rosną też inne gatunki głównie akacje. Poza lasami miejscami rosną różne gatunki roślinności twardolistnej.
Fauna typowa dla Regionu Śródziemnomorskiego jest bardzo uboga. Dziko żyjącymi ssakami Gibraltaru są małpy magoty, które na terenie Europy występują jedynie w tym miejscu. Poza małpami w zasadzie powszechne jest jedynie ptactwo morskie.